# Ostentatio genitalium

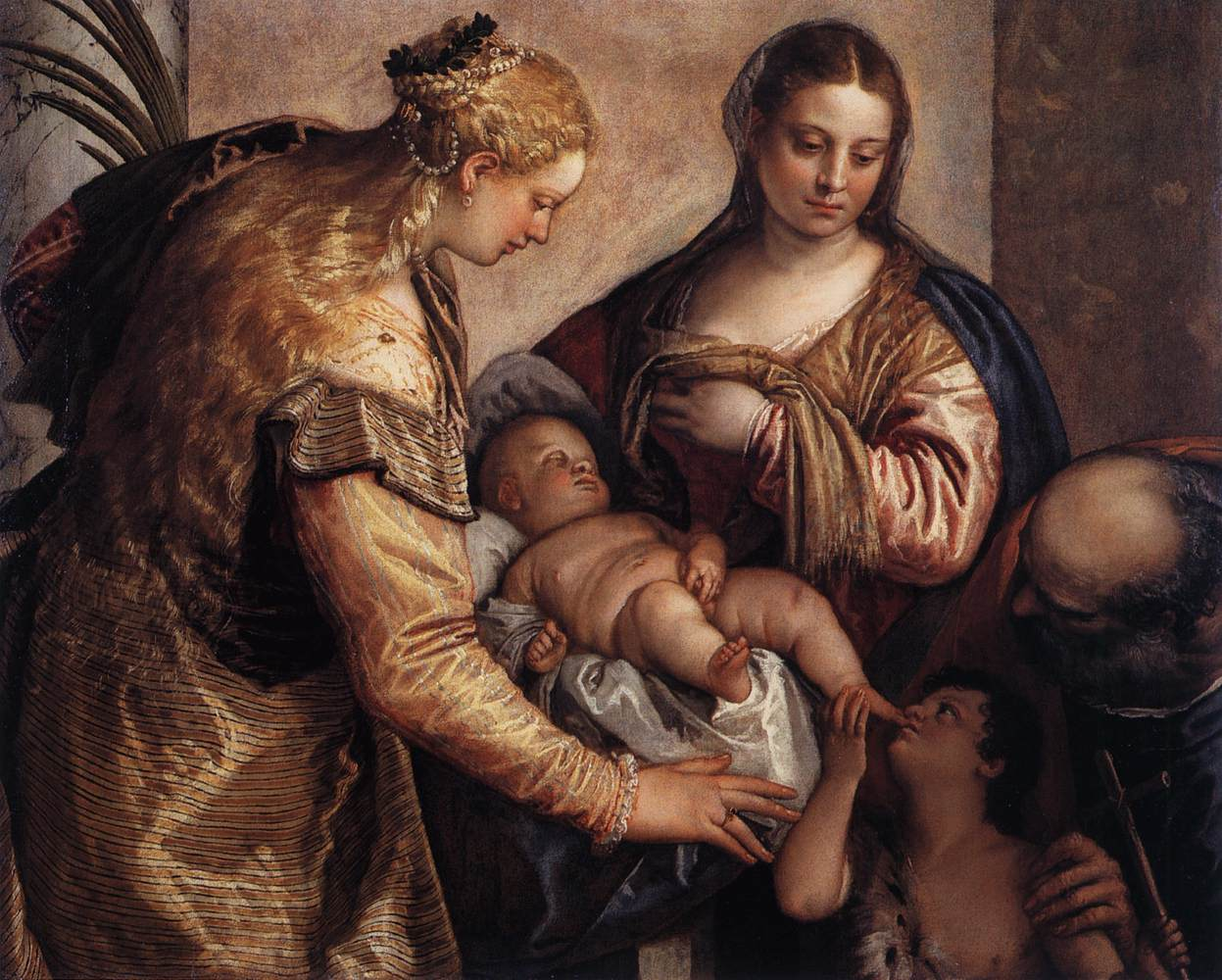
Ostentatio genitalium durch Selbstberührung des Jesuskindes: Paolo Veroneses Heilige Familie, um 1560.

Die Ostentatio genitalium (lat. „Zeigen des Geschlechtsteils“) ist die künstlerische Inszenierung des männlichen Genitals am Leib Christi in der Kunst der Renaissance. Sie kann sich in Form enthüllter Zurschaustellung, demonstrativen Handstellungen, (Selbst-)Berührung, textiler Schmückung usw. zeigen.
Vor allem in der Kunst des 15. und 16. Jahrhunderts finden sich zahlreiche Beispiele des nicht nur durch seine Position, sondern auch durch eine Vielzahl von Blickrichtungen und Fingerzeigen sowie die kunstvolle Anlage eines oft auch geöffneten oder verrutschten Lendentuchs in den Mittelpunkt der Darstellungen gerückten Genitals Christi, wie es in der älteren Kunst üblicherweise noch nicht zu finden ist. Grundsätzlich wird das Genital Christi eher bei Kinderbildnissen unverhüllt dargestellt, während bei Szenen der Passionsfolge teils aufwendig drapierte Lendentücher die Genitalregion betonen. Kunsthistorisch wird die Ostentatio genitalium als Ausdruck größtmöglicher Selbsterniedrigung bzw. die Annahme menschlicher Schwächen in der Menschwerdung Gottes gedeutet, in den Worten Leo Steinbergs wird damit bezeugt, „dass Gott vorbehaltlos in die Lage des Menschen herabgestiegen ist“.
Zum weiteren Kreis entsprechender Darstellungen zählen Bildnisse mit der Beschneidung Christi, wobei bei diesen in der Renaissancemalerei jedoch häufig das Genital Christi (z. B. durch eine Hand Mariens) verdeckt wird. Kunstwissenschaftler wie Steinberg sehen außerdem einen Zusammenhang zwischen dem Beschneidungsmotiv und einigen Kreuzigungsdarstellungen, bei denen das aus der Seitenwunde austretende Blut über das Lendentuch rinnt, wodurch künstlerisch eine Verbindung zwischen erster und letzter Wunde hergestellt wird. Eine ähnliche Bedeutungsebene weisen Bildnisse der Grablegung auf, bei denen eine Hand des toten Christus auf dessen Genitalbereich ruht.
Die Verhüllung des Genitals mit einem betont aufgebauschten Lendentuch wird von manchen Historikern wie von Jean-Claude Schmitt oder Jérôme Baschet auch als symbolische Kastration betrachtet, während man gleichzeitig in der Seitenwunde, die gelegentlich als weibliches Genital dargestellt wird, eine Feminisierung des Körpers Christi erkennt. Die Betonung und gleichzeitige Verhüllung von Geschlechtsmerkmalen soll auf die Fruchtbarkeit Jesu hindeuten, die sich jedoch nicht in leiblichen, sondern in geistigen Nachfahren niederschlägt.
Die Ostentatio genitalium umgeht in der Renaissancekunst die Frage nach der Sexualität Christi dadurch, dass das erigierte Glied lediglich bei Kinderbildnissen oder beim leidenden oder schon toten Christus vorkommt, bei letzterem in einer Bedeutungsebene, die die Überwindung des Todes andeutet. Als prominentes Beispiel hierfür gilt der mit Wundmalen und Dornenkrone versehene Schmerzensmann von Maarten van Heemskerck um 1550, bei dem sich in der Bildmitte deutlich ein erigierter Penis unter dem Lendentuch abzeichnet. Weitere Beispiele sind Ludwig Krugs Schmerzensmann um 1520 und Hans Schäufelins Kreuzigung Christi von 1515. Durch die Einbettung der phallischen Christusdarstellungen in die von Trauer erfüllte Passionsgeschichte negieren die Darstellungen auch gleichzeitig Lust und Sexualisierung. Sie folgen damit den theologischen Moralvorstellungen ihrer Zeit und suggerieren Keuschheit als Mittel zur Wiedererlangung des Heils. Steinberg konstatiert in Auseinandersetzung mit Augustinus die paradoxe Sühnung des Sündenfalls in der Ostentatio genitalium, die tierisch-unwillkürliche Sexuallust wird durch den leidenschaftslosen freien Willen zur Erektion abgelöst.